# Philippe-Jacques Müller
Philippe-Jacques Müller (o Philipp Jakob Müller, Wissembourg, Departamento del Bajo Rin, 19 de enero de 1832 - Suiza, 13 de mayo de 1889) fue un botánico francés.

## Biografía
Philippe-Jacques Mûller fue sumamente fascinado por el mundo viviente, y recoge mariposas, fósiles, y confecciona un herbario. Después de estudiar en el Colegio de Wissembourg, a continuación, en el Liceo de Nancy, se trasladó de nuevo a Wissembourg donde se reencontró con Friedrich-Wilhelm Schultz, farmacéutico y botánico, especialista de las Rosáceas (incluyendo el género Rubus) lo cual fue decisivo : desde 1856, Müller se especializa en el estudio del género Rubus, así siendo su principal obra vital. Con la ayuda de numerosos correspondientes, como Louis-Victor Lefèvre al que asocia a sus numerosas creaciones nomenclaturales, y explora la diversidad de zarzas de las regiones alemanas y francesas.
Publicó varios artículos monográficos, incluyendo una pieza de más de doscientas páginas, publicadas en 1959 en la revista Pollichia, titulada "Versuch eine Monographischen Darstellung der gallo-germanischen Arten der Genus Rubus" ("Ensayo de una monografía de las especies franco-germanas del género Rubus"). En 1860, Müller anuncia en el Boletín de la Société Botanique de France su proyecto de publicar un Herbier normal des Rubus de France et d'Allemagne, de acuerdo con el principio de intercambio de centurias; mas ese proyecto jamás, por desgracia, vio la luz.
En 1872, después de la guerra franco-alemana de 1870, Müller deja Alsacia y se alemaniza instalándose en Nyon, Suiza, donde abandonó las investigaciones científicas, y se retiró casi por completo de la vida social. A su muerte, sus herederos legaron su herbario al Museo botánico cantonal vaudoisano, situado en Lausanna, Suiza. Esas importantes colecciones, por desgracia parcialmente destruidas por su colega Auguste Favrat (1862-1893), contienen numerosísimos tipos y sigues siendo intensamente estudiados hoy por los taxónomos de Europa.

## Alguasn publicaciones
- 1858 – Beschreibung der in der Umgegend von Weissenburg am Rhein wildwachsenden Arten der Gattung Rubus, nach Beobachtungen gemacht in der Jahren 1856 und 1857 in Flora 41: 129-140, 149-157, 163-174, 177-185. Versión en Botanicus
- 1859 – Nachträglische Bermerkungen und Berichtigungen zu der Beschreibung der in der Umgebung von Wissemburgam Rhein wildwachsenden Arten der Gattung Rubus in Flora 1858 N°9-12 in Flora 42: 71-72. Versión en Botanicus
- 1859 – Versuch einer monographischen Darstellung der gallo-germanischen Arten der Gattung Rubus. in Jahresber. Pollichia 16/17: 74-298.
- 1860 – Ayant l'intention de publier un Herbier normal des Rubus de France et d'Allemagne [...]. in Bull. Soc. Bot. Fr. 7: 144. Versión en Botanicus
- 1861 – Rubologische Ergebnisse einer dreitägigen Excursion in die granitischen Hoch-Vogesen der Umgegend von Gérardmer (Vogesen-Depart. – Frankreich). in Bonplandia 19: 276–314.
- 1865 – Description de quelques espèces nouvelles de Rubus des terrains granitiques et arénacés du département des Vosges. Edición autografiada, 10 pp. + 1 tabla dicotómica
- Manuscrito inédito : Description de quelques espèces nouvelles. Este manuscrito es de fecha 1869 y está dedicado al género Potentilla

- La abreviatura «P.J.Müll.» se emplea para indicar a Philippe-Jacques Müller como autoridad en la descripción y clasificación científica de los vegetales.[1]